# Јама (ТВ серија)
Јама (тур. Çukur) турска је акционо-драмска телевизијска серија, редитеља Синана Озтурка и сценариста Гокхана Хорзума и Дамле Серим. Главне улоге тумаче Арас Булут Ијнемли, Дилан Чичек Дениз, Ерџан Кесал, Перихан Саваш, Еркан Колчак Констедил, Онер Еркан и Риза Коџаоглу.
Премијера је била 23. октобра 2017. и завршена је 7. јуна 2021. године, са укупно 131. епизодом (четири сезоне). Српска премијера серије била је 4. октобра 2021. и завршена је 4. фебруара 2022. године на Новој С.

## Радња
Породица Кочовали управља најмрачнијим и најопаснијим делом Истанбула - Јамом (Чукур). Они поседују углед, моћ, новац и поштовање. Иако су блиско повезани са криминалом, породица има своја правила, а најважније је: дрога се не сме производити, користити или продавати у овом делу града.
Али један моћан појединац одлучи да ову забрану прекрши. Прво покушава да преговара са породицом, али када му захтев буде одбијен, свим средствима покушава да уништи и фамилију Кочовали и кварт.
У моменту када је надомак победе, искрсне нешто непредвиђено. Најмлађи син (Јамач) некадашњих владара кварта се враћа кући. Јамач је годинама пре тога напустио Јаму (Чукур) и живео по својим правилима. Оженио се Сеном, девојком која је једнако опасна као и он.
Међутим, повратак у Јаму (Чукур) и преузимање породичних послова мења их и њихови животи више никад неће бити исти.

## Улоге и ликови
| Арас Булут Ијнемли     | Јамач Кочовали                              | 1-      |
| Дилан Чичек Дениз      | Сена Алп Кочовали                           | 1-      |
| Ерџан Кесал            | Идрис Кочовали                              | 1-      |
| Перихан Саваш          | Султан Кочовали                             | 1-      |
| Еркан Колчак Костендил | Садетин Вартолу                             | 1-      |
| Онер Еркан             | Селим Кочовали                              | 1-      |
| Риза Коџаоглу          | Али Чобан (Аличо)                           | 1-      |
| Неџип Мемили           | Џумали Кочовали                             | ускоро  |
| Ахмет Тансу Ташанлар   | Назим Кент                                  | 5-      |
| Бурак Серген           | Бајкал Кент                                 | 3-      |
| Кадир Чермик           | Муџахит Савџибеј (Еми)                      | 1-      |
| Четин Сарикатал        | Џихангир Шахин (Паша)                       | 1-      |
| Кубилај Ака            | Џеласун Гумуш                               | 1-      |
| Небил Сајин            | Мухитин Дербент                             | 1-      |
| Ирем Алтуг             | Ајше Кочовали                               | 1-      |
| Зејнеп Кумрал          | Недрет Кочовали                             | 1-      |
| Бонџук Јилмаз          | Садет Кочовали                              | 1-      |
| Ајтач Ушун             | Мустафа Дербент (Меке)                      | 1-      |
| Мустафа Кирантепе      | Медет Инџе                                  | 1-      |
| Угур Јилдиран          | Кемал Јаман                                 | 1-      |
| Џем Услу               | Метин Јаман                                 | 1-      |
| Елиф Доган             | новинарка Хале                              | 1-      |
| Еџе Јашар              | Караџа Кочовали                             | 1-      |
| Илајда Алишан          | Акшин Кочовали                              | 1-      |
| Доганџан Сарикаја      | Аџар Кочовали                               | 1-      |
| Мустафа Устундаг       | Кахраман Кочовали                           | 1       |
| Џунејт Јалаз           | Мехмет Алп (Сенин отац)                     | 2       |
| Ебру Устунташ          | Гузиде Алп (Сенина мајка)                   | 2       |
| Бесте Канар            | Дерен (Сенина другарица)                    | 3       |
| Дорук Налбантоглу      | Иса (Идрисов човек)                         | 1-5     |
| Халил Бабур            | Чијан (Вартолуов човек)                     | 1-5     |
| Арда Арарат            | Ефе (омладинац махале)                      | 2-5     |
| Илгаз Коџатурк         | Халил (Јамачов друг и колега)               | 1-2     |
| Хикмет Карагоз         | Абдулах (становник махале)                  | 2-4     |
| Булент Полат           | Јуџел (власник бара у којем је радио Јамач) | 1 / 3-4 |
| Џахит Беркај           | Орхан (колекционар гитара)                  | 1       |

## Преглед серије
| Сезона | Сезона | Број турских епизода | Број српских епизода | Оригинално емитовање | Оригинално емитовање | Оригинално емитовање | Српско емитовање | Српско емитовање | Српско емитовање |
| Сезона | Сезона | Број турских епизода | Број српских епизода | Премијера            | Финале               | Оригинални емитер    | Премијера        | Финале           | Српски емитер    |
| ------ | ------ | -------------------- | -------------------- | -------------------- | -------------------- | -------------------- | ---------------- | ---------------- | ---------------- |
|        | 1.     | 33                   | 89                   | 23. октобар 2017.    | 11. јун 2018.        |                      | 4. октобар 2021. | 4. фебруар 2022. | Нова С           |
|        | 2.     | 34                   |                      | 17. септембар 2018.  | 27. мај 2019.        |                      |                  |                  | Нова С           |
|        | 3.     | 25                   |                      | 16. септембар 2019.  | 16. март 2020.       |                      |                  |                  | Нова С           |
|        | 4.     | 39                   |                      | 7. септембар 2020.   | 7. јун 2021.         |                      |                  |                  | Нова С           |